# 1690
| 1690               |
| ------------------ |
| Dødsfald - Fødsler |
| • Begivenheder     |

| Gregoriansk kalender | 1690 MDCXC              |
| Ab urbe condita      | 2443                    |
| Armensk kalender     | 1139 ԹՎ ՌՃԼԹ            |
| Kinesiske kalender   | 4386 – 4387 己巳 – 庚午 |
| Etiopisk kalender    | 1682 – 1683             |
| Jødisk kalender      | 5450 – 5451             |
| Hindukalendere       |                         |
| - Vikram Samvat      | 1745 – 1746             |
| - Shaka Samvat       | 1612 – 1613             |
| - Kali Yuga          | 4791 – 4792             |
| Iransk kalender      | 1068 – 1069             |
| Islamisk kalender    | 1101 – 1102             |

Oplysningstiden i Europa begynder fra omkring år 1690 og varer til omkring 1800.
Konge i Danmark: Christian 5. 1670-1699
Se også 1690 (tal)

## Begivenheder
- 3. februar – Første papirpenge udstedes; det sker i staten Massachusetts.
- 19. maj – Holmen i København tages i brug som flådebase.
- 12. juli – I Slaget ved Boyne i Nordirland besejrede Vilhelm af Oranien's protestantiske hær, den afsatte Jakob 2.s katolikker
- 25. september - Benjamin Harris udgiver den første amerikanske avis. Avisen udkom imidlertid kun denne ene dag. Myndighederne forbød udgivelsen af avisen og beordrede den lukket
- Lagtinget fik nyt tinghus i Gongin i Tórshavn.

## Født
- 1. januar - Christian Falster var dansk skolemand og klassisk filolog (død 1752).
- 28. oktober – Peter Wessel, også kendt som Tordenskjold (død 1720).

## Dødsfald
- 29. januar - Bertel Bartholin, dansk professor (født 1614).
- 18. april - Karl 5., hertug af Lothringen fra 1675 (født 1643).